# Lymnas cratippa
Lymnas cratippa är en fjärilsart som beskrevs av Adalbert Seitz 1917. Lymnas cratippa ingår i släktet Lymnas och familjen Riodinidae. Inga underarter finns listade i Catalogue of Life.